# Venceslau Brás
Venceslau Brás Pereira Gomes (26. februar 1868 i São Caetano da Vargem i Minas Gerais - 15. maj 1966 i Itajubá), var en brasiliansk politiker, jurist og Brasiliens niende præsident, i årene mellem 1914–1918.